# 570 до н. е.

## Події
- Яхмос II (в грецьких джерелах Амасіс) прийшов до влади в Єгипті.
- Початок тиранії Філаріса в Акраганті, Велика Греція.